# Lomariopsis orbiculata
Lomariopsis orbiculata är en ormbunkeart som först beskrevs av Jean Louis Marie Poiret, och fick sitt nu gällande namn av Arthur Hugh Garfit Alston. Lomariopsis orbiculata ingår i släktet Lomariopsis och familjen Lomariopsidaceae. Inga underarter finns listade.